# Ernestina Paper
Ernestine Puritz-Manassé, más conocida como Ernestina Paper (Odesa, 1846 - Florencia, 14 de febrero de 1926) fue una médica italiana.

## Carrera
Ernestina fue la primera mujer graduada en Italia después de la unificación de ese país, logrando en 1877 el grado en medicina y cirugía del Instituto de Estudios Superiores de Florencia. La segunda graduada, Maria Farné Velleda, también se licenció en medicina (en Turín en 1878).
Nacida en el seno de una familia judía originaria de Odesa, hija de Michele Puritz y Sara Ritter, comenzó a estudiar medicina en la Universidad de Zúrich, ya que en ese momento la universidad en Rusia estaba prohibida para las mujeres. En 1872 se mudó a Pisa, donde continuó sus estudios durante tres años, mientras asistía a los últimos dos años de especialización en Florencia. Más tarde tomó el apellido de su esposo, el abogado Giacomo Paper, con quien se casó en Odesa.
En 1878 abrió una oficina médica donde trataba a mujeres y niños. Entre sus pacientes estuvieron los hermanos Aldo (1895-1916), Carlo (1899-1937) y Nello Rosselli (1900-1937).